# Copiant Beethoven
Copiant Beethoven (títol original en anglès Copying Beethoven) és un drama històric de 2006 dirigit per la directora polonesa Agnieszka Holland i centrat en els últims anys de Ludwig van Beethoven.
La pel·lícula és protagonitzada per Ed Harris i Diane Kruger, i presenta una història fictícia sobre la relació de Beethoven amb la seva copista, Anna Holtz.

## Argument
Any 1824: Anna Holtz, de 23 anys, és una aspirant a compositora que intenta trobar la inspiració i prosperar en la capital mundial de la música, Viena. Anna, que estudia en un conservatori de música, treballa en una reconeguda editorial on, després d'una sèrie de casualitats, se li ofereix l'oportunitat de ser la copista del músic més gran i voluble que viu en la seva època: Ludwig van Beethoven.

## Repartiment
| Intèrpret     | Personatge           | Veu en català       |
| ------------- | -------------------- | ------------------- |
| Ed Harris     | Ludwig van Beethoven | Joan Carles Gustems |
| Diane Kruger  | Anna Holtz           | Joël Mulachs        |
| Matthew Goode | Martin Bauer         | Narcis Culvi        |
| Ralph Riach   | Wenzel Schlemmer     | Jesús Ferrer        |
| Phyllida Law  | Mare Canisius        | Maria Luisa Solá    |
| Joe Anderson  | Karl van Beethoven   | Roger Pera          |

## Producció
El rodatge de Copiant Beethoven va començar el 5 d'abril de 2005, en un bosc als afores de Budapest, Hongria. En aquest país va ser on es van rodar la major part de les escenes exteriors. Entre les localitzacions utilitzades cal destacar, sobretot, el Museu Etnogràfic de Budapest i el barri medieval de la ciutat hongaresa de Sopron. A més, l'equip de rodatge també es va desplaçar als estudis de Mal Film de Budapest per filmar durant més de tres setmanes en el decorat que s'havia construït representant el pis de Viena on vivia Beethoven.

## Premis
Premis Goya
- Nominada per:
  - Millor pel·lícula europea

Festival Internacional de Cinema de Sant Sebastià
- Guanyadora per:
  - Premi del Cercle d'Escriptors Cinematogràfics a la millor pel·lícula de 2006
- Nominada per:
  - Conquilla d'or a la millor pel·lícula